# Wilhelm von Pechmann (Regierungspräsident)
Wilhelm Freiherr von Pechmann (* 27. Mai 1839 in Günzburg; † 21. Mai 1887 in Augsburg) war ein bayerischer Verwaltungsjurist.

## Leben
Wilhelm von Pechmann war Sohn des Bayerischen Innenministers Johann von Pechmann. Er studierte an der Ludwig-Maximilians-Universität Rechtswissenschaft und wurde 1858 im Corps Bavaria München recipiert. Nach dem Studium trat er in die Innere Verwaltung des Königreichs Bayern ein. Er war Regierungsdirektor und ab 1879 Polizeidirektor in München. 1887 zum Regierungspräsident der Regierung von Schwaben ernannt, starb er noch im selben Jahr kurz vor seinem 48. Geburtstag. Er wurde auf dem Alten Südfriedhof in München bestattet. Von Pechmann war königlicher Kämmerer und Großkomtur und Ritter hoher Orden.
Wilhelm Pechmann starb 1887 im Alter von 47 Jahren in Augsburg.

## Grabstätte

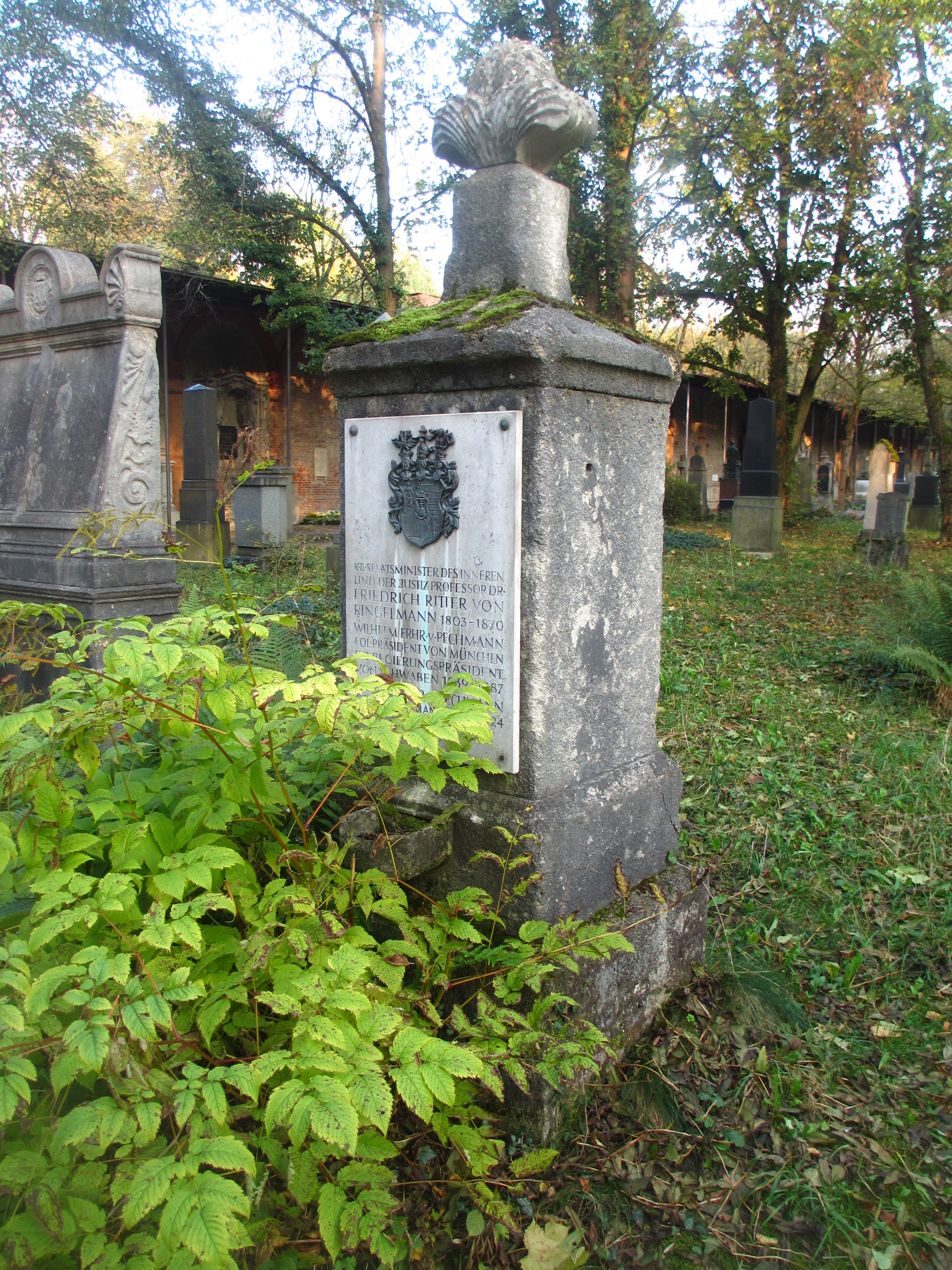
Grab von Wilhelm Pechmann auf dem Alten Südlichen Friedhof in München

Die Grabstätte von Wilhelm Pechmann befindet sich auf dem Alten Südlichen Friedhof in München (Gräberfeld 29 – Reihe 13 – Platz 16/17) Standort.

## Familie
Ein Sohn Wilhelm von Pechmann ist Albrecht von Pechmann (1879–1949), zuletzt Generalmajor der Wehrmacht und SS-Oberführer.

## Ehrungen
Nach Pechmannschen Akten im Bayerischen Hauptstaatsarchiv
- Verdienstorden vom Hl. Michael (Bayern), Ritter 1. Klasse (24. August 1880)
- Verdienstorden der Bayerischen Krone, Ritter 1. Klasse
- Annenorden, Ritter 2. Klasse (Russland) (1881)
- Orden der Krone von Italien, Komtur (1883)
- Albrechts-Orden (Königreich Sachsen), Komtur 2. Klasse (1883)
- Orden der Eisernen Krone (Österreich), Ritter 2. Klasse
- Roter Adlerorden (Preußen), Ritter 2. Klasse (1884)
- Orden der Krone von Rumänien, Großoffizier (1885)
- Herzoglich Sachsen-Ernestinischer Hausorden, Komturkreuz 1. Klasse (1887)